# Iranska rukometna reprezentacija
Iranska rukometna reprezentacija predstavlja državu Iran u međunarodnom športu muškom rukometu.
Prvu utakmicu na svom prvom svjetskom prvenstvu Iran je odigrao 16. siječnja 2015. izgubivši od Bosne i Hercegovine (također debitanta) 30:25, s tim da je na poluvremenu imao prednost 16:12. U skupini su poraženi i od Makedonije 33:31, Hrvatske 41:22, Austrije 38:26 i Tunisa 30:23. U doigravanju za plasman od 21. do 24. mjesta pobijedili su Čile, a u utakmici za 21. mjesto pobijedili su Saudijsku Arabiju 26:22.

## Nastupi na velikim natjecanjima

### Svjetska prvenstva
- 2015.: 21. mjesto

### Azijska prvenstva
- 1989.: 8. mjesto
- 1991.: 11. mjesto
- 1993.: 9. mjesto
- 2000.: 5. mjesto
- 2002.: 5. mjesto
- 2004.: 7. mjesto
- 2006.: 4. mjesto
- 2008.: 4. mjesto
- 2010.: 7. mjesto
- 2012.: 5. mjesto
- 2014.:  bronca

### Azijske igre
- 1986.: 5. mjesto
- 1998.: 4. mjesto
- 2006.:  bronca
- 2010.:  srebro
- 2014.: 4. mjesto

### Zapadnoazijske igre
- 2002.: 4. mjesto
- 2005.:  srebro

## Izbornici
- Jurij Klimov
- Jurij Kidajev (2009. – 2010.)
- Ivica Rimanić (2011. – 2012.)
- Rafael Guijosa (2013. – 2014.)
- Borut Maček (2010., 2014.-)